# تینگ کوک
تینگ کوک (به لاتین: Ting Kok) یک منطقهٔ مسکونی در جمهوری خلق چین است که در هنگ کنگ واقع شده‌است.